# Telefonische Befragung
Die telefonische Befragung ist eine häufige Methode in der Demoskopie und der sogenannten Meinungsforschung sowie der primären Marktforschung, insbesondere durch die Entwicklung von Callcentern. Eine heute gebräuchliche Form ist das Computer Assisted Telephone Interview. Gegenüber anderen Methoden ist die telefonische Befragung relativ schnell und kostengünstig. Verglichen mit der persönlichen Befragung ist die Anonymität größer. Dadurch liegt die Hemmschwelle für den Befragten bei heiklen Fragen nach Ansicht einiger Forscher geringer. Allerdings wird eine solche Befragung manchmal mit Werbung verbunden, was in Deutschland unzulässig ist. Es gibt geringere Teilnahmebereitschaft als bei persönlicher Befragung, weil Angerufene sich weigern, auf die Umfrage einzugehen oder bestimmte Fragen zu beantworten. Visuelle Hilfsmittel (Listenvorlagen, Kartenspiele) können dabei nicht eingesetzt werden. Durch das Fehlen solcher Hilfsmitteln und die rein sprachliche Kommunikation kann das Interview vom Befragten leicht als monoton oder ermüdend empfunden werden. Komplexe Skalen oder Einstufungen sind kaum möglich. Die Interviews müssen deutlich kürzer sein als bei anderen Befragungsformen. Als Richtwert gelten höchstens 15–25 Minuten.
Voraussetzungen für ein brauchbares Ergebnis sind:
- eine gute Planung im Vorfeld
- eine genügend große Zahl von Teilnehmern[2]

Wie bei anderen Methoden der Befragung werden auch bei der telefonischen Befragung Zweifel an der Repräsentativität vorgebracht. Das hängt jedoch von den Themen und Umständen der Befragung ab. In der Vergangenheit wurde häufig nur das so genannte „Familienoberhaupt“ befragt. Hierzu wurde als zusätzliches Hilfsmittel die Geburtstagsmethode eingesetzt. In neuerer Zeit kommt die Tatsache hinzu, dass vor allem junge Leute auf einen Festnetzanschluss verzichten und als Ersatz ihr Mobiltelefon benutzen, so dass diese Altersgruppe oft nicht mehr erreicht wird. Aufgrund der zugenommenen Häufigkeit von Telefonmarketing sinkt auch die Bereitschaft zu Telefonbefragungen. Daher wird immer häufiger die Online-Befragung über das Internet eingesetzt.
In der Forschung werden Telefoninterviews als Kombination mit Fragebogen eingesetzt. Diese Kombination wurde zum Beispiel beim Lebenserwartungssurvey des Bundesinstituts für Bevölkerungsforschung verwendet.